# Serhij Nykyforov
Serhij Jurijovyč Nykyforov (ucraino: Сергій Юрійович Никифоров; Brovary, 6 febbraio 1994) è un lunghista ucraino.
Ha vinto la medaglia di bronzo nel salto in lungo ai campionati europei di atletica leggera di Berlino 2018.

## Palmarès
| Anno | Manifestazione   | Sede      | Evento         | Risultato | Prestazione | Note |
| ---- | ---------------- | --------- | -------------- | --------- | ----------- | ---- |
| 2015 | Europei under 23 | Tallinn   | Salto in lungo | 14º (q)   | 7,19 m      |      |
| 2016 | Europei          | Amsterdam | Salto in lungo | 21º (q)   | 7,59 m      |      |
| 2017 | Europei indoor   | Belgrado  | Salto in lungo | Bronzo    | 8,07 m      |      |
| 2017 | Mondiali         | Londra    | Salto in lungo | 30º (q)   | 7,47 m      |      |
| 2018 | Europei          | Berlino   | Salto in lungo | Bronzo    | 8,13 m      |      |
| 2019 | Europei indoor   | Glasgow   | Salto in lungo | 5º        | 7,89 m      |      |

## Altre competizioni internazionali
2017
- Bronzo al DécaNation ( Angers), salto in lungo - 7,60 m